# 袖山卓也
袖山 卓也（そでやま たくや 1972年4月1日生まれ ）は、日本の実業家。通称「笑う介護士」。名古屋大学医療技術短期大学部卒業。臨床検査技師、社会福祉士、介護福祉士、介護支援専門員、ファイナンシャルプランナー等の資格を有する。フリーの事業コンサルタント。介護に関する動画もYouTubeにて配信している。

## 経歴
- 愛知県名古屋市生まれ。高校時代まではいわゆるヤンキー(不良少年)であったが、友人の死をきっかけに人の命を考えるようになり、介護の世界へ入るきっかけとなる。
- 2000年4月、介護保険制度開始と時を同じくして、1日100名定員の大規模デイサービスを名古屋市で開設し、施設長を務める。暗いイメージだった介護業界において、笑いを取り入れた明るいサービスを展開する手法が評判を呼び、新聞各社やテレビ各局で紹介され、笑顔を絶やさない独自の介護スタイルから「笑う介護士」と呼ばれる。
- 2004年4月、『有限会社笑う介護士』を設立し、全47都道府県における講演活動や現場指導を精力的に務め、数多くの高齢者介護施設のプロデュースや経営改善に関わる。
- 2016年10月、『株式会社明希風』を設立し、アジア圏に渡り、現地における海外人材の教育を実践、日本国内の医療介護現場の人材不足の課題解決に取り組む。
- 2020年1月、コロナ感染が始まり、海外渡航が禁止となったため急きょ帰国。以降、国内の事業コンサルタント業務の受諾を再開。
- 現在、業種を問わないフリーのコンサルタントとして活動している。

## テレビ番組
- 日経スペシャル ガイアの夜明け 「余生をどこで暮らしますか ～老人ホームビジネスに賭ける男たち～」（2006年6月27日、テレビ東京）[1]。

## 書籍

### 著書
- 『生きる本』（2001年10月1日、朱鳥社） ISBN 978-4434012891
- 『生きる本 2』（2002年111月15日、朱鳥社）ISBN 978-4434026232
- 『大きな家を見てごらん』（絵:ふりやかよこ）（2003年4月1日、草炎社）ISBN 9784882640912 ※絵本
- 『ヤンキー介護士の心の真剣勝負「頑固ジイさんかかってこんかい！」』（2004年7月2日、青春出版社）ISBN 978-4413034784
- 『家庭介護の鉄則 プロに学ぶ場面別ノウハウ』（2006年3月20日、エクスナレッジ）ISBN 978-4767804811
- 『笑う介護士の極意 SODEYAMA式“笑いの介護"のつくり方』（2006年6月20日、中央法規出版）ISBN 978-4805827512
- 『笑う介護士の秘伝 “SODEYAMA式介護"実践の奥義45』（2008年3月10日、中央法規出版）ISBN 9784805829769
- 『笑う介護士の革命 “SODEYAMA式介護"で切り拓け未来！』（2010年4月30日、中央法規出版）ISBN 978-4805832943
- 『笑う介護士の阿吽』（2011年2月25日、中央法規出版）ISBN 978-4805834350
- 『笑う介護士の真技 “SODEYAMA式介護"技術の真髄』（2012年4月19日、中央法規出版）ISBN 978-4805836361
- 『人が集まり、喜ばれる！デイサービス開業・運営のしかた』（共著者:小濱道博）（2012年11月1日、秀和システム）ISBN 9784798035611

### 監修
- 『マンガ背景資料 キャラの部屋とインテリア KOSAIDOマンガ工房』（編者:廣済堂マンガ工房）（2017年10月1日、廣済堂出版）ISBN 9784331521274